# Préchacq-Navarrenx
Préchacq-Navarrenx es una comuna francesa situada en el departamento de Pirineos Atlánticos, en la región de Nueva Aquitania. Tiene una población estimada, en 2019, de 173 habitantes.

## Demografía
| 428 | 437 | 390 | 420 | 445 | 434 | 420 | 450 | 421 | 409 | 393 | 355 | 360 | 390 | 378 | 386 | 362 | 390 | 367 | 367 | 334 | 286 | 270 | 250 | 249 | 208 | 229 | 218 | 200 | 197 | 173 | 161 | 152 | 162 | 173 |
| Para los censos de 1962 a 1999 la población legal corresponde a la población sin duplicidades (Fuente: INSEE [Consultar]) |     |     |     |     |     |     |     |     |     |     |     |     |     |     |     |     |     |     |     |     |     |     |     |     |     |     |     |     |     |     |     |     |     |     |

## Economía
La principal actividad es la agrícola (ganadería, pastos y policultivos).